# سوازنا روميرو
سوازنا روميرو (بالإسبانية: Susana Romero)‏ هي عارضة وممثلة أرجنتينية، ولدت في 20 يونيو 1958 في الأرجنتين.

## وصلات خارجية
- سوازنا روميرو على موقع IMDb (الإنجليزية)
- سوازنا روميرو على موقع قاعدة بيانات الفيلم (الإنجليزية)